# Sialkot
Sialkot là một thành phố thuộc Punjab, Pakistan. Thành phố có dân số ước tính năm 2010 là 510.863 người. Đây là thành phố lớn thứ 13 quốc gia này.